# VV Utrecht (volleybalclub)
Volleybal Vereniging Utrecht is een volleybalvereniging uit Utrecht. De club is ontstaan in 1986 uit een fusie tussen de clubs Utrecht VC en SOS/DPC (Slag Op Slag/DSO-Polonia-Combinatie). De voorloper Slag Op Slag (SOS) behaalde met het eerste damesteam in 1950 het Nederlandse kampioenschap. Met ongeveer 600 actieve leden is VV Utrecht de grootste volleybalvereniging van Utrecht en tevens, sinds 2015, de op twee na grootste volleybalvereniging van Nederland, na Alterno en Dynamo. Het hoogste dames- en herenteam speelt in het seizoen 2016-2017 op nationaal niveau in respectievelijk de Topdivisie en de Eerste Divisie. De recreantenafdeling speelt op het hoogste recreantenniveau. In 2004 werden de herenrecreanten Nederlands kampioen en in 2006 werd het mixed recreantenteam Nederlands kampioen.